# ATP Pörtschach 2008
L'ATP Pörtschach 2008, noto come Hypo Group Tennis International 2008 per motivi di sponsorizzazione, è stato un torneo professionistico maschile di tennis giocato sulla terra rossa. È stata la 28ª e ultima edizione del torneo, la diciannovesima inserita nell'ATP Tour, faceva parte della categoria International Series e si è svolta nell'ambito dell'ATP Tour 2008. Si è giocato dal 18 al 25 maggio 2008 alla Werzer Arena di Pörtschach am Wörther See, in Austria.
È stata la terza edizione giocata a Pörtschach, le prime nove edizioni si erano svolte a Bari, le tre iniziali facevano parte delle Challenger Series e le sei successive erano state poste sotto l'egida del Grand Prix. Il torneo era quindi stato trasferito per quattro edizioni a Genova, dove per la prima volta è stato inserito nell'ATP Tour. Prima di approdare a Pörtschach, il torneo era stato quindi spostato nell'altra città austriaca di Sankt Pölten, dove si sono giocate 12 edizioni.

## Campioni

### Singolare
Nikolaj Davydenko ha battuto in finale  Juan Mónaco, 6–2, 2–6, 6–2

### Doppio
Marcelo Melo /  André Sá hanno battuto in finale  Julian Knowle /  Jürgen Melzer, 7–5, 6(3)–7, 13–11